# عدد الواحد المكرر
في الرياضيات المُسلية، يُعرف عدد الواحد المكرر repunit على أنه عدد يحتوي فقط على الرقم 1 مثل 11 أو 111 أو 1111 — وهو نوع أكثر تحديدًا من العدد المكرر repdigit. يشير المصطلح الإنجليزي repunit إلـ "وحدة متكررة repeated unit" وقد صاغه ألبرت إتش بايلر في عام 1966 في كتابه "الترفيه في نظرية الأعداد Recreations in the Theory of Numbers".
الواحد المكرر الأولي هو عدد أولي مكون من تكرار الرقم 1. الأعداد الأولية التي تُحقق ذلك في نظام العد الثنائي (الأساس 2) هي أعداد ميرسين الأولية. حتى مايو 2023، كان أكبر عدد أولي معروف هو 282,589,933 − 1 ، وأكبر عدد أولي محتمل هو R8177207 وأكبر عدد أولي مثبت بمنحنيات إهليلجية elliptic curve primality هو R 86453، وكلها عدد واحد مكرر وفق أساسات مختلفة.

## تعريف
يُعرَّف عدد الواحد المكرر في الأساس b على أنه (يمكن أن يكون الأساس b إما موجب أو سالب)
{\displaystyle R_{n}^{(b)}\equiv 1+b+b^{2}+\cdots +b^{n-1}={b^{n}-1 \over {b-1}}\qquad {\mbox{for }}|b|\geq 2,n\geq 1.}
وبالتالي، فإن العدد Rn(b) يتكون من n نسخة من الرقم 1 وفق الأساس b. أول عددين من "أعداد الواحد المكرر" وفق الأساس b نحصل عليها باستخدام n = 1 و n = 2 ، وهما
{\displaystyle R_{1}^{(b)}={b-1 \over {b-1}}=1\qquad {\text{and}}\qquad R_{2}^{(b)}={b^{2}-1 \over {b-1}}=b+1\qquad {\text{for}}\ |b|\geq 2.}
على وجه الخصوص، تُعرَّف أعداد الواحد المكرر العشرية (أي وفق الأساس 10) التي يشار إليها غالبًا باسم عدد الواحد المكرر repunits ببساطة على أنها
{\displaystyle R_{n}\equiv R_{n}^{(10)}={10^{n}-1 \over {10-1}}={10^{n}-1 \over 9}\qquad {\mbox{for }}n\geq 1.}
وبالتالي، فإن العدد Rn = Rn(10) يتكون من n نسخة من الرقم 1 في النظام العشري. يبدأ تسلسل أعداد الواحد المكرر وفق الأساس 10 بـ
1 ، 11 ، 111 ، 1111، 11111، 111111، ... (متسلسلة A002275 في OEIS) .
على نحو مماثل، يُمكن تعريف أعداد الواحد المكرر وفق النظام الثنائي (الأساس 2) على النحو التالي:
{\displaystyle R_{n}^{(2)}={2^{n}-1 \over {2-1}}={2^{n}-1}\qquad {\mbox{for }}n\geq 1.}
وبالتالي، فإن العدد Rn(2) يتكون من n نسخة من الرقم 1 في النظام الثنائي. في الواقع، فإن هذه الأعداد في النظام الثنائي هي أعداد ميرسين المعروفة Mn = 2n − 1، والتي تبدأ بـ
1، 3، 7، 15، 31، 63، 127، 255، 511، 1023، 2047، 4095، 8191، 16383، 32767، 65535، ... (متسلسلة A000225 في OEIS) .

## الخصائص
- أي عدد من أعداد الواحد المكرر (وفق أي أساس) يحتوي على عدد مركب من الأرقام يكون بالضرورة مركبًا. على سبيل المثال،
R35(b) = 11111111111111111111111111111111111 = 11111 × 1 000010000100001000010000100001 = 1111111 × 1 0000001000000100000010000001 ،

حيث أن 35 = 7 × 5 = 5 × 7. لا يعتمد تحليل العوامل على الأساس b الذي يُمثِل به عدد الواحد المكرر.
أعداد الواحد المكرر (في أي أساس) التي تحتوي على عدد أولي من الأرقام هي فقط التي يمكن أن تكون أعداد أولية. وهذا شرط ضروري ولكن ليس كافيا. على سبيل المثال،
R11(2) = 211 − 1 = 2047 = 23 × 89.
- إذا p هو عدد أولي (وبالتالي عدد فردي)، فإن كل عدد أولي q من عوامل Rp(b) يجب أن يكون إما 1+ مضاعفات 2p ، أو عامل من عوامل (b − 1). على سبيل المثال، العامل الأولي للعدد R29 هو 62003 = 1 + 2·29·1069. والسبب هو أن العدد الأولي p هو أصغر أس أكبر من 1 بحيث q من عوامل (bp - 1) ، لأن p هو عدد أولي. لذلك، ما لم يكن q من عوامل (b − 1)، p من عوامل دالة كارمايكل لـ q، وهو زوجي ويساوي (q − 1).
- أي مضاعف موجب لعدد الواحد المكرر Rn(b) يحتوي على الأقل n أرقام غير صفرية في الأساس-b.
- أي رقم x هو "عدد واحد مكرر" مكون من رقمين وفق الأساس (x-1).
- الأرقام الوحيدة المعروفة التي تنتمي للأعداد الواحد المكرر وتتكون من 3 أرقام على الأقل وفق أكثر من أساس واحد في وقت واحد هي 31 (111 في الأساس-5 ، 11111 في الأساس-2) و8191 (111 في الأساس-90 ، 1111111111111 في الأساس-2).
- باستخدام مبدأ برج الحمام يمكن أن تظهر بسهولة أنه لكل عددين أوليين فيما بينهما من الأعداد الطبيعية (n وb)، يوجد "عدد واحد مكرر" وفق الأساس-b هو مُضاعف لـ n.

## تحليل أعداد الواحد المكرر العشرية إلى عوامل
(العوامل الأولية ملونة بالأحمر red تعني أنها "عوامل جديدة"، أي أن العامل الأولي من عوامل Rn لكنه ليس من عوامل Rk لجميع قيم k < n ) (متسلسلة A102380 في OEIS) 
| R1 =  | 1                    |
| R2 =  | 11                   |
| R3 =  | 3 · 37               |
| R4 =  | 11 · 101             |
| R5 =  | 41 · 271             |
| R6 =  | 3 · 7 · 11 · 13 · 37 |
| R7 =  | 239 · 4649           |
| R8 =  | 11 · 73 · 101 · 137  |
| R9 =  | 32 · 37 · 333667     |
| R10 = | 11 · 41 · 271 · 9091 |

| R11 = | 21649 · 513239                              |
| R12 = | 3 · 7 · 11 · 13 · 37 · 101 · 9901           |
| R13 = | 53 · 79 · 265371653                         |
| R14 = | 11 · 239 · 4649 · 909091                    |
| R15 = | 3 · 31 · 37 · 41 · 271 · 2906161            |
| R16 = | 11 · 17 · 73 · 101 · 137 · 5882353          |
| R17 = | 2071723 · 5363222357                        |
| R18 = | 32 · 7 · 11 · 13 · 19 · 37 · 52579 · 333667 |
| R19 = | 1111111111111111111                         |
| R20 = | 11 · 41 · 101 · 271 · 3541 · 9091 · 27961   |

| R21 = | 3 · 37 · 43 · 239 · 1933 · 4649 · 10838689                               |
| R22 = | 112 · 23 · 4093 · 8779 · 21649 · 513239                                  |
| R23 = | 11111111111111111111111                                                  |
| R24 = | 3 · 7 · 11 · 13 · 37 · 73 · 101 · 137 · 9901 · 99990001                  |
| R25 = | 41 · 271 · 21401 · 25601 · 182521213001                                  |
| R26 = | 11 · 53 · 79 · 859 · 265371653 · 1058313049                              |
| R27 = | 3 · 37 · 757 · 333667 · 440334654777631                                  |
| R28 = | 11 · 29 · 101 · 239 · 281 · 4649 · 909091 · 121499449                    |
| R29 = | 3191 · 16763 · 43037 · 62003 · 77843839397                               |
| R30 = | 3 · 7 · 11 · 13 · 31 · 37 · 41 · 211 · 241 · 271 · 2161 · 9091 · 2906161 |

أصغر عامل أولي لـ Rn عند n > 1 هو
11، 3، 11، 41، 3، 239، 11، 3، 11، 21649، 3، 53، 11، 3، 11، 2071723، 3، 111111111111111111، 11، 3، 11، 111111111111 1111، 3، 41، 11، 3, 11, 3191, 3, 2791, 11, 3, 11, 41, 3, 2028119, 11, 3, 11, 83, 3, 173, 11, 3, 11, 35121409, 3, 239, 11, ... (متسلسلة A067063 في OEIS)

## أعداد الواحد المكرر الأولية
ظهر تعريف أعداد الواحد المكرر على يد علماء الرياضيات المُسلية الذين يبحثون عن العوامل الأولية لمثل هذه الأرقام.
من السهل إظهار أنه إذا كان n قابلاً للقسمة على a ، فإن Rn(b) قابل للقسمة على Ra(b) :
{\displaystyle R_{n}^{(b)}={\frac {1}{b-1}}\prod _{d|n}\Phi _{d}(b),}
حيث {\displaystyle \Phi _{d}(x)} هي الحد {\displaystyle d^{\mathrm {th} }} من الحدود الدائرية ونطاقات d على قواسم n . وبالتالي للعدد الأولي p ،
{\displaystyle \Phi _{p}(x)=\sum _{i=0}^{p-1}x^{i},}
الذي له الشكل المتوقع لعدد الواحد المكرر عندما نضع b محل x.
على سبيل المثال، 9 قابلة للقسمة على 3، وبالتالي فإن R9 قابلة للقسمة على R3 — في الواقع، 111111111 = 111 · 1001001. الحدود الدائرية cyclotomic polynomials المقابلة {\displaystyle \Phi _{3}(x)} و {\displaystyle \Phi _{9}(x)} هي {\displaystyle x^{2}+x+1} و {\displaystyle x^{6}+x^{3}+1} ، على التوالى. وبالتالي لكي يكون Rn أوليًا، يجب بالضرورة أن يكون n أوليًا، ولكن ليس كافيًا أن يكون n أوليًا. على سبيل المثال، R3 = 111 = 3 · 37 ليس عددا أوليا. باستثناء هذه الحالة من R3 ، يمكن لـ p فقط أن تكون من عوامل Rn حيث n عدد أولي، إذا كان p = 2 kn + 1.

### أعداد الواحد المكرر الأولية العشرية
Rn هو عدد أولي عند n = 2, 19, 23, 317, 1031, 49081, 86453... (التسلسل A004023 في OEIS). في 3 أبريل 2007، أعلن هارفي دوبنر (الذي اكتشف أيضًا R49081) أن R109297 هو عدد أولي محتمل. في 15 يوليو 2007، أعلن ماكسيم فوزني أن R270343 ربما يكون أوليًا. وجد سيرج باتالوف وريان بروبر أن R5794777 وR8177207 من الأعداد الأولية المحتملة في 20 أبريل و8 مايو 2021 على التوالي. وحتى وقت اكتشافهم، كان كل واحد منهم أكبر عدد أولي محتمل معروف. في 22 مارس 2022، ثبت في النهاية أن العدد الأولي المحتمل R49081 هو عدد أولي. وفي 15 مايو 2023، ثبت أخيرًا أن العدد الأولي المحتمل R86453 هو عدد أولي.
يوجد تخمين بأن هناك عددًا لا نهائيًا من أعداد الواحد المكرر الأولية، ويبدو أنها تحدث تقريبًا بنفس القدر الذي تتنبأ به نظرية الأعداد الأولية.
أعداد الواحد المكرر الأولية هي مجموعة فرعية تافهة من الأعداد الأولية القابلة للتبديل permutable primes، فالتبديل هنا لا معنى له لأن جميع أرقام العدد هي الرقم 1.
الخصائص الخاصة هي
- الباقي من Rn modulo 3 يساوي الباقي من n modulo 3. باستخدام 10a ≡ 1 (mod 3) لأي a ≥ 0،

n ≡ 0 (mod 3) ⇔ Rn ≡ 0 (mod 3) ⇔ Rn ≡ 0 (mod R3),

 n ≡ 1 (mod 3) ⇔ Rn ≡ 1 (mod 3) ⇔ Rn ≡ R1 ≡ 1 (mod R3),

 n ≡ 2 (mod 3) ⇔ Rn ≡ 2 (mod 3) ⇔ Rn ≡ R2 ≡ 11 (mod R3).

 لذلك، 3 | n ⇔ 3 | Rn ⇔ R3 | Rn .
- الباقي من Rn modulo 9 يساوي الباقي من n modulo 9. باستخدام 10a ≡ 1 (mod 9) لأي a ≥ 0،

 n ≡ r (mod 9) ⇔ Rn ≡ r (mod 9) ⇔ Rn ≡ Rr (mod R9)،

 لـ 0 ≤ r < 9.
لذلك، 9 | n ⇔ 9 | Rn ⇔ R9 | Rn .

## التاريخ
على الرغم من أنها لم تكن معروفة بهذا الاسم في ذلك الوقت، فقد درس العديد من علماء الرياضيات أعداد الواحد المكرر في الأساس 10 خلال القرن التاسع عشر في محاولة لمعرفة وتوقع الأنماط الدورية للأعداد العشرية المتكررة .
وقد اكتُشِف في وقت مبكر جدًا أنه بالنسبة لأي عدد أولي p أكبر من 5، فإن فترة التوسع العشري لـ 1/p تساوي طول أصغر عدد مقلوب قابل للقسمة على p . وقد نُشرت جداول فترة مقلوب الأعداد الأولية حتى 60000 بحلول عام 1860، وسمحت بتحليل العوامل بواسطة علماء رياضيات مثل Reuschle لجميع المقلوبات حتى R16 والعديد من المقلوبات الأكبر. بحلول عام 1880، أمكن تحليل من R17 إلى R36  ومن الغريب أنه على الرغم من أن إدوارد لوكاس لم يُظهر أي عدد أولي أقل من ثلاثة ملايين له فترة تسعة عشر ، لم تكن هناك محاولة لاختبار أي عدد من أعداد الواحد المكرر من حيث كونها أعدادًا أولية أم لا حتى أوائل القرن العشرين. أثبت عالم الرياضيات الأمريكي أوسكار هوب أن R19 عدد أولي في عام 1916  ووجد ليهمر وكرايتشيك بشكل مستقل أن R23 عدد أولي في عام 1929.
ولم يحدث مزيد من التقدم في دراسة أعداد الواحد المكرر حتى ستينيات القرن العشرين، عندما سمحت أجهزة الحاسوب باكتشاف العديد من العوامل الجديدة لأعداد الواحد المكرر وتصحيح الفجوات في الجداول السابقة للفترة الأولية. وُجِد أن R317 هو عدد أولي محتمل حوالي عام 1966، وأُثبت أنه عدد أولي بعد أحد عشر عامًا، عندما ثبت أن R1031 هو العدد الأولي الوحيد المحتمل من أعداد الواحد المكرر الذي يحتوي على أقل من عشرة آلاف رقم. وقد ثبت كونه عددًا أوليًا في عام 1986، لكن عمليات البحث عن المزيد من أعداد الواحد المكرر الأولية في العقد التالي باءت بالفشل باستمرار. ومع ذلك، كان هناك تطور جانبي كبير في مجال المعادلات المعممة لأعداد الواحد المكرر، والذي أنتج عددًا كبيرًا من الأعداد الأولية الجديدة والأعداد الأولية المحتملة.
منذ عام 1999، عُثر على أربعة أعداد أخرى من المحتمل أن تكون من أعداد الواحد المكرر الأولية، ولكن من غير المرجح أن يُثبَت أن أيًا منها أوليًا في المستقبل المنظور بسبب حجمها الضخم.
يسعى مشروع كانينغهام إلى توثيق تحليل العوامل الصحيحة (من بين أرقام أخرى) لأعداد الواحد المكرر وفق أساس 2 و3 و5 و6 و7 و10 و11 و12.

## أرقام ديملو
لقد عرّف الدكتور كابريكار أرقام ديملو على أنها سلسلة من الأجزاء اليسرى والوسطى واليمنى، حيث يجب أن يكون الجزء الأيسر والأيمن بنفس الطول (حتى الصفر المحتمل إلى اليسار) ويجب أن يصل مجموعهما إلى رقم متكرر، وقد يحتوي الجزء الأوسط على أي رقم إضافي من هذا الرقم المتكرر. وسُميت بذلك على اسم محطة سكة حديد ديملو (التي تسمى الآن دومبيفيلي) الواقعة على بعد 30 ميلاً من بومباي على خط سكة حديد GIP آنذاك، حيث بدأ كابريكار البحث فيها. وقد اطلق عليها اسم أرقام ديملو الرائعة Wonderful Demlo numbers. وهي الأعادا على الشكل 1، 121، 12321، 1234321، ... ، 12345678987654321. إن حقيقة كون هذه هي مربعات أعداد الواحد المكرر قد دفعت بعض المؤلفين إلى تسمية أرقام ديملو بالتسلسل اللانهائي لهذه، 1، 121، 12321، ... , 12345678987654321, 1234567900987654321, 123456790120987654321, ... (متسلسلة A002477 في OEIS)، على الرغم من أنه يمكن للمرء التحقق من أن هذه ليست أرقام Demlo عند p = 10، 19، 28، ...

## الحواشي

### ملحوظات
1. ↑  Albert H. Beiler coined the term "repunit number" as follows:A number which consists of a repeated of a single digit is sometimes called a monodigit number, and for convenience the author has used the term "repunit number" (repeated unit) to represent monodigit numbers consisting solely of the digit 1.[1]